# Nona Edizione
Nona Edizione (Core Set - Ninth Edition in inglese) è la nona edizione del set base del gioco di carte collezionabili Magic: l'Adunanza, edito da Wizards of the Coast, in vendita in tutto il mondo dal 29 luglio 2005.

## Ambientazione
(Jolrael, imperatrice delle bestie)
I set base del gioco non seguono cronologicamente lo svolgersi della storia, quindi al loro interno si possono trovare luoghi e personaggi molto distanti fra loro nel tempo e nello spazio.

## Caratteristiche
La Nona Edizione è composta da 350 carte, stampate a bordo bianco, così ripartite:
- per colore: 57 bianche, 57 blu, 57 nere, 57 rosse, 57 verdi, 31 incolori, 34 terre.
- per rarità: 110 comuni, 110 non comuni, 110 rare e 20 terre base.

Il simbolo dell'espansione è il numero nove in cifre arabe sovrapposto a tre carte, e si presenta nei consueti tre colori a seconda della rarità: nero per le comuni, argento per le non comuni, e oro per le rare.
Nona Edizione è disponibile in bustine da 15 carte casuali, in set introduttivi per due giocatori, e in 5 mazzi tematici precostituiti da 40 carte ciascuno:
- Esercito della Giustizia (bianco)
- Spiriti Elevati (blu)
- Ri-Morto (nero)
- Un Mondo di Fiamme (rosso)
- Creature su Misura (verde)

Come di consueto per i set base, tutte le carte che compongono la Nona Edizione sono ristampe di carte già apparse in precedenti espansioni o set base.
Nel set introduttivo per due giocatori in inglese e giapponese sono presenti 9 carte oltre alle 350 dell'espansione, reperibili solo in questa confezione, mentre nella stessa confezione in italiano si possono trovare solo due di queste carte speciali.

## Novità
(Mary Harris "Madre" Jones)
Questo set introduce alcune modifiche formali al regolamento del gioco, inoltre molte carte del set hanno subito un errata corrige per adeguare i loro tipi di Creatura ai moderni standard del gioco, ciò ha portato all'eliminazione di alcuni tipi di creatura come Clone, Forza, Behemoth, Nekrataal e Rukh.

### Incantesimi Aura
Con l'uscita della Nona Edizione scompare la differenza fra incantesimi globali e locali, e non esistono più gli Incanta Creatura o Incanta Terra ad esempio. Viene invece introdotto il primo sottotipo di carta per gli incantesimi, Aura appunto. Gli incantesimi Aura svolgono la funzione degli incantesimi locali, ovvero entrano in gioco attaccati a un permanente e vengono distrutti quando il permanente che incantano lascia il gioco o non può più essere più incantato da quel tipo di aura. L'indicazione di quale permanente può incantare un'aura è scritto ora sul testo della carta, come incanta terra, incanta creatura rossa o incanta goblin. Tutte le carte stampate in precedenza che erano o facevano riferimento agli incantesimi globali e locali hanno subito un errata corrige per adeguarsi alle nuove regole.